# Silvio Milazzo
Silvio Milazzo (Caltagirone, 4 septembre 1903 – Catane, 24 décembre 1982) est un homme politique italien.
Membre de la Démocratie chrétienne, il préside la région sicilienne contre les instances de son parti entre octobre 1958 et février 1960, grâce à une alliance inédite avec la droite et la gauche.

## Biographie

### Débuts politiques
Entrepreneur agricole, il était le fils de Mario Milazzo, maire de Caltagirone, et de la duchesse Brigida Crescimanno.
Il a été directeur de Cassa San Giacomo, banque coopérative créée à Caltagirone par Luigi Sturzo.
Durant la période fasciste, il milite avec Mario Scelba pour défendre les valeurs démocratiques du Parti populaire de don Luigi Sturzo, contraint à l'exil. Quand Salvatore Aldisio réunit des militants catholiques entrés en clandestinité durant la période fasciste pour créer le parti de la Démocratie chrétienne sicilienne, est l'un des 26 membres présents au congrès fondateur du 16 décembre 1943 chez Giuseppe Alessi.
Il est ensuite commissaire du consortium agricole de Catane et secrétaire provincial de la Démocratie chrétienne de Catane.
Il est exclu lors du congrès régional de la DC à Caltanissetta en 1943 pour ses positions séparatistes.
Il a été élu à l'Assemblée régionale sicilienne dans les législatures I (1947 - 1951), II (1951 - 1955) et III (1955 - 1959) sous les couleurs chrétiennes-démocrates (DC) et a été conseiller pour les travaux publics dans le gouvernement régional I et II, pour l'agriculture en III, IV, V et VII, et à la santé dans le VI.
En 1955, il recueille plus de voix pour la présidence de la région que le candidat démocrate chrétien officiel, le président sortant, Franco Restivo, contraignant celui-ci à se retirer au profit de Giuseppe Alessi, élu à la tête de la junte régionale.
Membre de la junte menée par Giuseppe La Loggia, mise en minorité lors du vote du budget régional du 2  août 1958, il est le seul à démissionner du gouvernement, « par respect de la volonté de l'ARS », favorisant la chute de La Loggia.

### L'opération Milazzo
À la fin des années 1950, il est le protagoniste d'une expérience politique inédite à l'échelle régionale, qui influence également la politique nationale.
Alors que la Démocratie chrétienne occupe tous les sièges des gouvernements siciliens depuis 1947, Milazzo et d'autres membres de son parti choisissent de désobéir à la ligne édictée à Rome par Fanfani, président du conseil et de secrétaire général de la démocratie chrétienne, pour constituer des alliances locales, au nom de l'autonomie sicilienne. Proche de Luigi Sturzo et Mario Scelba, et avec l'assentiment du président de l'Assemblée régionale, Giuseppe Alessi, Silvio Milazzo est élu en octobre 1958 président de la région sicilienne, contre Barbaro Lo Giudice, maire de Paternò et candidat fanfanien de son parti, la Démocratie chrétienne, grâce aux voix de l'extrême gauche comme de l'extrême droite. Pour les parlementaires nationaux que sont Scelba et Aldisio, cet appui vise à affaiblir le pouvoir de Fanfani qui fait glisser la DC vers la gauche, et ils retirent ce soutien lorsque le gouvernement Fanfani chute.
Il forme le huitième gouvernement de la région autonome (31 octobre 1958 - 7 juin 1959), composé de ses proches, Corrao, Messineo, et Battaglia, de quatre monarchistes (dont Giuseppe Romano Battaglia, ancien avocat de Salvatore Giuliano), de trois néofascistes (dont Cataldo Grammatico, conseiller pour l'Agriculture), d'un socialiste, d'un "indépendant" de tendance communiste, et soutenu par les libéraux, laissant les seuls démocrates chrétiens alignés à Rome dans l'opposition.
Cette dissidence est combattue par l’Église, hostile à toute alliance entre la DC et un parti marxiste, et fait craindre une scission parmi les démocrates chrétiens, d'autant que d'autres unions semblables émergent au sein de municipalités.
L'importance de cet événement politique est telle qu'on parle de « milazzisme » pour désigner des alliances politiques entre droite et gauche pour exclure le centre du gouvernement. Si l'ouverture jusqu'aux communistes fait alors scandale, le milazzisme annonce la coalition entre la DC  et la gauche non communiste qui gouvernera la Sicile après 1962 puis l'Italie, et même le compromis historique des années 1970 entre le PCI et la DC. Jean d'Hospital pour Le Monde écrit : « Politiquement M. Milazzo est un paradoxe vivant. Contre les ordres du Vatican et les foudres du Saint-Office — l'Osservatore Romano les lui a rappelés hier même — ce catholique pratiquant combat la démocratie chrétienne. Démocrate il compose avec les ennemis du régime. Anticommuniste il s'allie avec les moscoutaires. De tendance libérale, il flirte avec les socialistes. Patriote, il est autonomiste. Moraliste rigide, il veut ouvrir un casino avec jeux en Sicile ! Qu'est-il donc ? C'est bien simple : le Dr Milazzo est avant tout un Sicilien. Comme tel il considère à tort ou à raison que sa petite patrie - environ cinq millions d'habitants, et les gens y sont prolifiques - est trahie par Rome : que les riches provinces du Nord l'abandonnent à sa misère; qu'elle est frustrée de la part des fonds d'investissement qui devraient lui revenir ; que les pouvoirs publics la laissent croupir de propos délibéré dans son état de région sous-développée. »
Refusant de démissionner (23 octobre 1958), Milazzo et ses camarades sont exclus de la DC et créent leur propre formation, l'Union chrétienne-sociale sicilienne (USCS), qui recueille 10,6 % aux régionales de 1959, ce qui prive leur ancien parti de majorité absolue.
Après ce scrutin, il est réélu à la présidence de la région par les membres de l'Union chrétienne-sociale sicilienne, parti dont il est le fondateur et le chef, les communistes, les socialistes nenniens et quatre membres de la coalition centre-droite, mais sans, cette fois, le soutien du MSI. Il prend alors à la tête d'un second gouvernement (12 août - 17 décembre 1959), tandis que les communistes et socialistes sont majoritaires parmi les membres élus des sept commissions législatives permanentes de l'assemblée régionale (affaires intérieures, finances et patrimoine, agriculture, industrie et commerce, travaux publics, instruction publique, travail et prévoyance sociale) et en président cinq. Un troisième gouvernement est nommé le 18 décembre.
Au début de 1960, le vice-président du gouvernement, Benedetto Majorana della Nicchiara ancien monarchiste devenu milazziste, démissionne, suivi des ministres Antonino Barone, chrétien social, et Antonio Paterno di Roccaromana, monarchiste. Après la réintégration de trois soutiens de Milazzo dans le groupe d'opposition, les démocrates chrétiens, avec l'appui des groupes néo-fasciste et libéral, dépose une motion de défiance contre le gouvernement,. Le démocrate chrétien Carmelo Santalco dévoile une tentative de corruption de la part de Ludovico Corrao, secrétaire général de l'Union chrétienne sociale, entraînant la chute définitive du gouvernement. Benedetto Majorana Della Nicchiara est porté à la présidence de la région par les démocrates-chrétiens, avec le soutien des libéraux, monarchistes et néo-fascistes, le 23 février, par 48 voix contre 31.

### Fin de vie publique
Le gouvernement Majorana est mis en minorité après un an, et l'Assemblée ne parvient pas à élire un président. Après trois scrutins nuls et deux élections de socialistes qui refusent la charge, Milazzo est élu président le 17 mai 1961 par 45 voix, allant des communistes aux messistes, contre 42 au démocrate chrétien, Di Napoli. Mais, alors qu'il avait lui-même voté pour Di Napoli, il renonce quatre jours plus tard sous la pression des députés de son parti
Silvio Milazzo démissionne de l'assemblée régionale en décembre 1962. En avril 1963, il se présente à la députation avec la liste "Concentrazione Unità Rurale", mais n'est pas élu et l'USCS n'obtenant que 0,92 % des voix se dissout.